# 中国特色社会主义法律体系
中国特色社会主义法律体系，是指中华人民共和国全部法律规范按照一定的原则和要求，分类为不同的法律部门而形成的有机联系的统一整体。分为法律范围和法律主体两方面的内容。

## 历史
1997年，中国共产党第十五次全国代表大会提出，到2010年形成有中国特色社会主义法律体系，2002年召开的十六大上重申了这一目标。2011年3月10日，时任全国人大常委会委员长吴邦国在第十一届全国人民代表大会第四次会议上宣布，中国特色社会主义法律体系已经形成，同年10月，中国国务院发布《中国特色社会主义法律体系》白皮书。

## 构成
中国特色社会主义法律体系以宪法为核心，由宪法及宪法相关法、民法商法、行政法、经济法、社会法、刑法、诉讼与非诉讼程序法七个法律部门构成，包括法律、行政法规、地方性法规三个层次。

## 链接
- 《中国特色社会主义法律体系》白皮书(全文) （页面存档备份，存于）